# St. Severin (Köln)

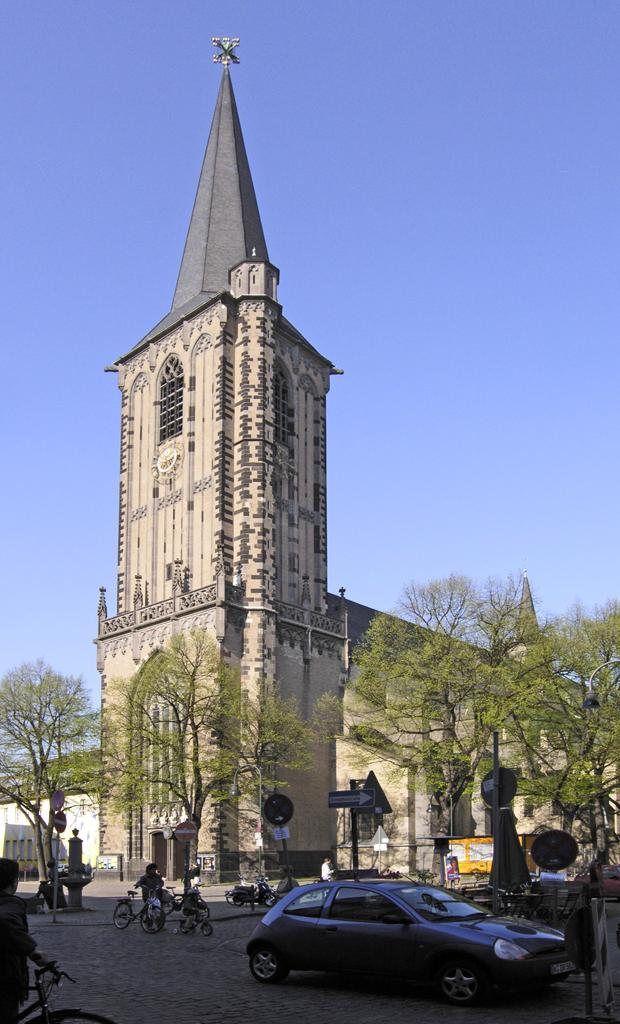
St. Severin in Köln

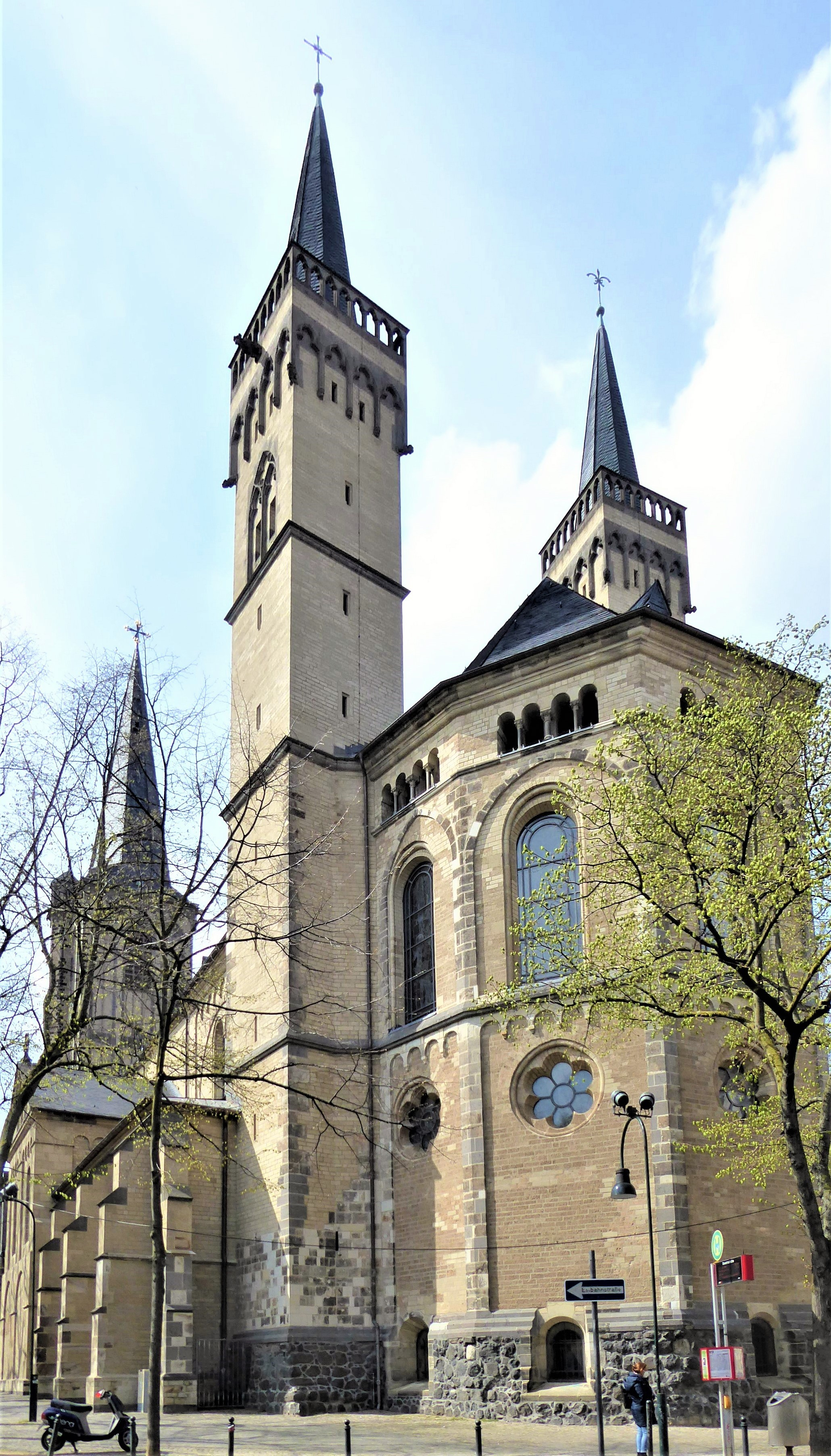
Ostseite (Chor)

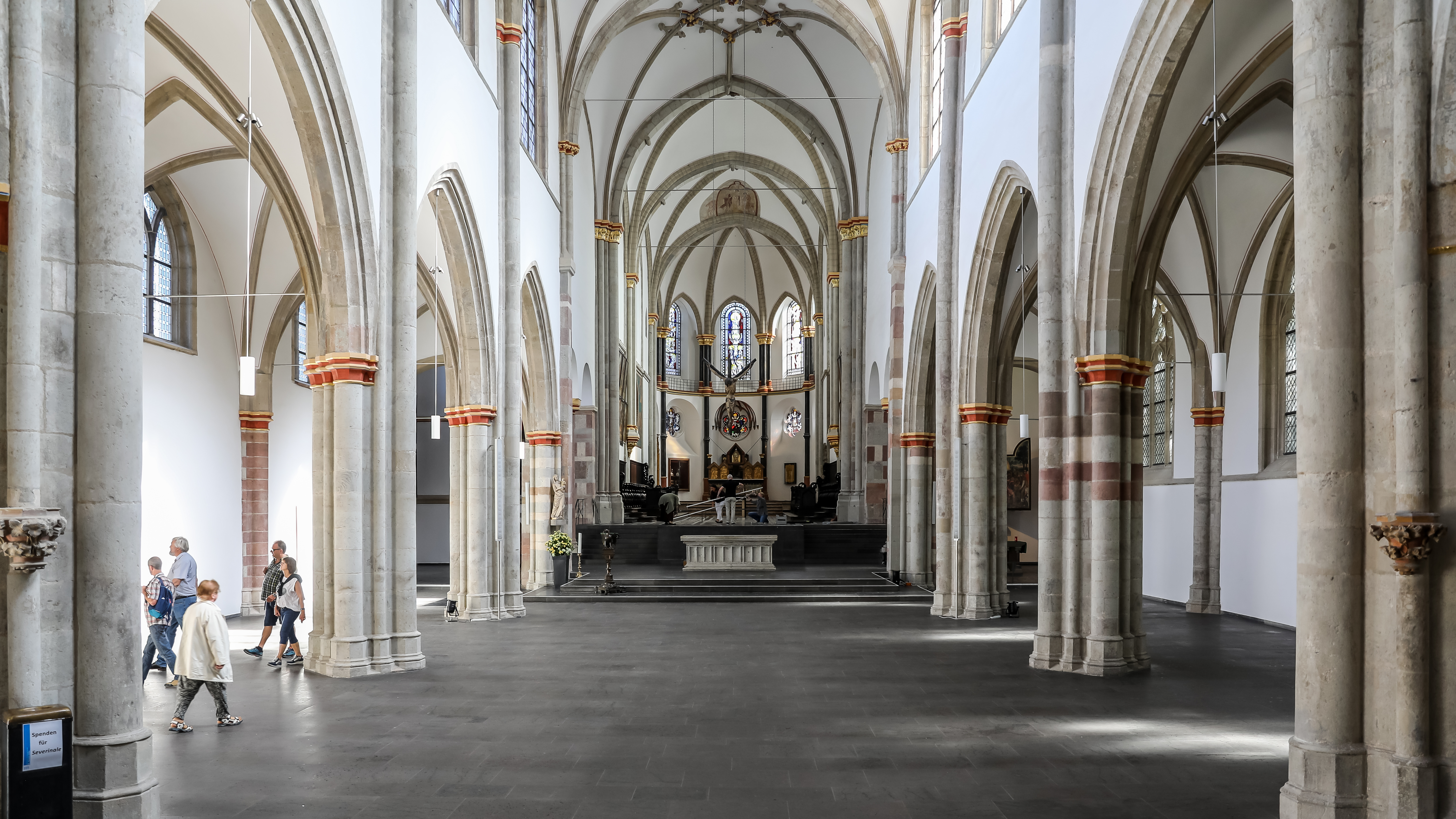
Blick durch das Langhaus

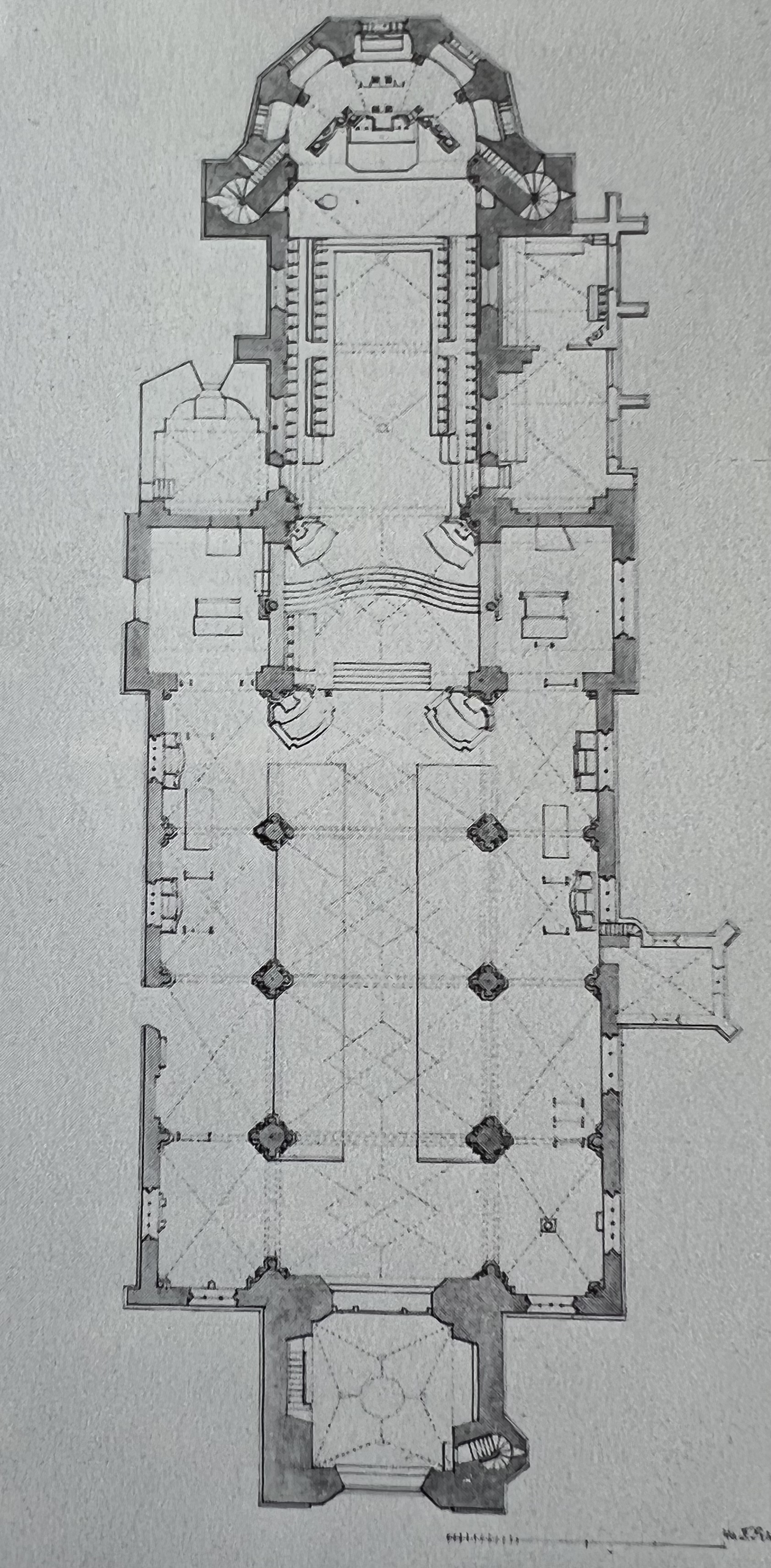
Grundriss der Kirche

Die katholische Pfarrkirche St. Severin ist eine romanische Basilika in Köln. Die Kirche ist auf den Titel des dritten Bischof von Köln, dem Heiligen Severin geweiht. Die Pfeilerbasilika St. Severin ist eine ehemalige Stiftskirche. Sie ist eine der 12 großen romanischen Kirchen Kölns.

## Geschichte

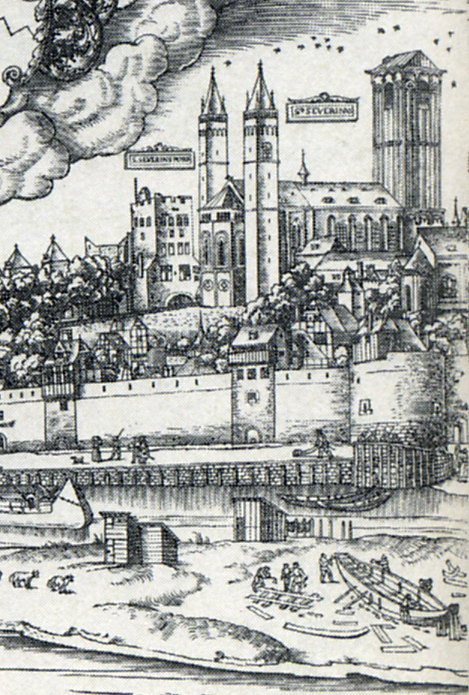
St. Severin und Severinstorburg. Holzschnitt, Ausschnitt aus Woensam „Große Ansicht von Köln“ von 1531

Patron der Kirche St. Severin ist Bischof Severin, Mitpatrone sind Cornelius und Cyprian. Die heutige Severinstraße, benannt nach der Kirche St. Severin, war in römischer Zeit die nach Bonn führende südliche Ausfallstraße. Zu beiden Seiten der Straße befanden sich im direkten Umfeld der Stadt Begräbnisstätten (eines der hier gefundenen Grabmale, das des Poblicius, befindet sich heute neben dem Dionysosmosaik im Römisch-Germanischen Museum).
Im 4. Jahrhundert entstand hier (unter dem heutigen Mittelschiff von St. Severin) ein kleiner rechteckiger Saalbau (cella memoriae) mit Apsis nach Westen. Vermutlich im 5. und 6. Jahrhundert erhielt der Bau seitliche Nebenräume und eine östlich gelagerte Vorhalle. Die Erweiterung nach Westen erfolgte vor 866. Anlass für die Baumaßnahmen könnte die Überführung der Reliquien des Hl. Severin in die damals neue karolingische Krypta gewesen sein. Als im November 799 Papst Leo III. durch Köln nach Westfalen zog, um Karl den Großen gegen seine Bedränger um Hilfe anzurufen, besuchte er das Grab des heiligen Severin und sagte zu seinen Begleitern: „Severin, der Schützer dieses Ortes, ist hier zu Hause; ich darf nicht vorübergehen, ohne ihn zu verehren“.
In salischer Zeit wurde in mehreren Bauabschnitten ein neues Langhaus mit zwei Seitenchören errichtet. 1043 wurde die Hallenkrypta, deren westlicher Teil noch erhalten ist, geweiht. War der östliche Teil der Basilika bereits im ersten Drittel des 13. Jahrhunderts vollendet, so waren die Arbeiten am südlichen Teil erst um 1300 abgeschlossen. Teile der südlichen Apsis sind als Mauerwerk im noch heute erhaltenen Chor von 1237 erhalten. Der romanische Westturm wurde zu Gunsten des spätgotischen Nachfolgebaus 1393 abgebrochen. Die Fertigstellung der großen Fassade des Turms gelang erst Mitte des 16. Jahrhunderts. Das Langhaus wurde vom Ende des 14. Jahrhunderts bis in das 16. Jahrhundert hinein im spätgotischen Stil erneuert. Aus der Zeit, um 1500, stammt das Netzgewölbe des Mittelschiffs. Vom ursprünglichen Bodenbelag des Mittelschiffs ist noch ein achteckiges Labyrinth erhalten, das heute zum Bestand des Diözesanmuseums gehört.
Papst Pius XII. erhob die Kirche am 9. März 1953 mit dem Apostolischen Schreiben Quae antiquitate in den Rang einer Basilica minor.

## Reliquien des Heiligen Severin

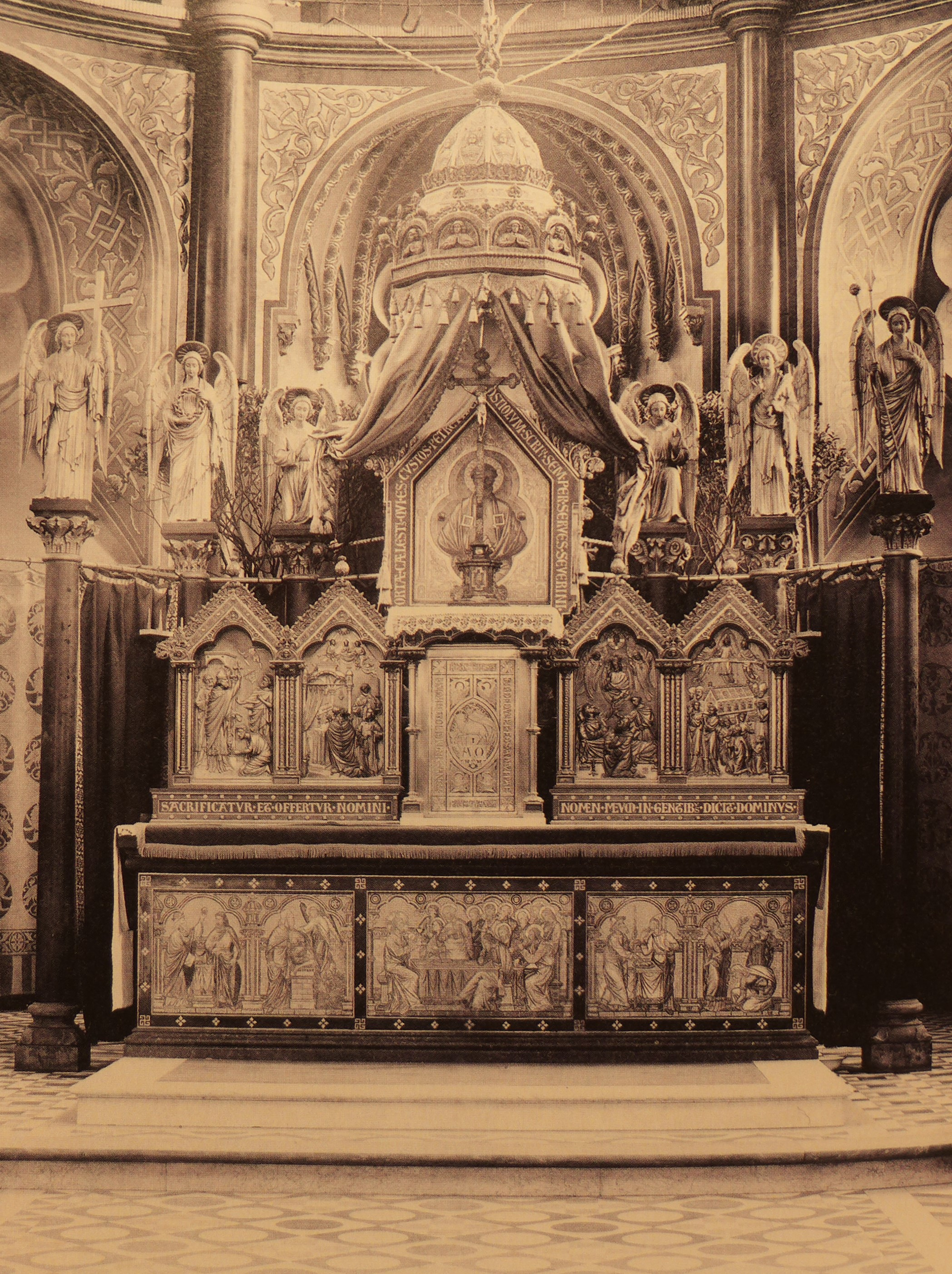
St. Severin (Köln), Hochaltar von Friedrich Wilhelm Mengelberg, Aufnahme um 1895 (Historisches Archiv des Erzbistums Köln, Repros aus Cöln und der Rhein, 1895)

Zur wissenschaftlichen Untersuchung des Inhalts wurde 1999 der Reliquienschrein geöffnet. Dabei stellte sich heraus, dass sich die Reliquien gemeinsam mit Textilien in einem eigenen Reliquienkasten aus Eichenholz befinden. Der Sarg besitzt Siegel von früheren Öffnungen, darunter eines aus der Zeit von Erzbischof Hermann III. von Hochstaden. Dadurch wurde die Umbettung der Gebeine durch Bischof Wichfried von Köln (924–953) bestätigt. Die vorgefundenen Gebeine und die kostbaren Seidengewebe, in die sie eingeschlagen waren, stammen nach den vorgenommenen Untersuchungen aus der Zeit um 400, also aus der Zeit, zu der Bischof Severin der Überlieferung nach gelebt haben soll. Anhand von Untersuchungen einer Zahnwurzel muss der Verstorbene 55 Jahre alt geworden sein. Der hölzerne Schrein ist nach den dendrochronologischen Untersuchungen der Jahresringe des Holzes zwischen 939 und 949 entstanden. Objekte im Schrein werden in die Zeit zwischen dem 7. und 10. Jahrhundert datiert.
Die Textilien sowie die Severinusscheibe werden seit 2005 in der Südkrypta der Kirche in einem Sakrarium ausgestellt.
Ein als „Severinusstab“ verehrter Bischofsstab aus getriebenem Silber wird zusammen mit einem Korneliushorn, das seit 1829 ebenfalls Reliquien des Heiligen Severin enthält, in einem der Schreine aus dem 14. Jahrhundert aufbewahrt (siehe Ausstattung).
Im Jahr 1888 entwarf der aus Köln stammende Bildhauer Friedrich Wilhelm Mengelberg einen neoromanischen Hochaltar, bei dem mittels eines Stoffbaldachins der Schrein mit den Reliquien des heiligen Severin zur Verehrung sichtbar war oder hinter einem Vorhang verborgen werden konnte. Auf großen Bronzereliefs stellte Mengelberg die vier wichtigsten Stationen der Heiligenvita dar:
- Die Predigt des heiligen Severin
- Severin hört den Chor der Engel beim Tod des heiligen Martin von Tours
- Tod des heiligen Severin
- Prozession mit dem Reliquienschrein des heiligen Severin

Hinter dem Hochaltar standen sechs Säulen mit dazwischengespannten Vorhängen. Auf den Säulenkapitellen trugen Engelsfiguren die Leidenswerkzeuge Christi. Der zentrale Tabernakel zeigte das apokalyptische Lamm Gottes. Der Stipes des Hochaltares stellte im zentralen Feld das letzte Abendmahl dar, flankiert von alttestamentlichen Szenen, die in der katholischen Theologie des Mittelalters als verborgene biblischen Vorausdeutungen der Eucharistie gedeutet wurden. Der Hochaltar wurde im Jahr 1893 geweiht.
Die Altargestaltung war eingebettet in das Bildprogramm der historistischen Chorausmalung. Basierend auf mittelalterlichen Malereiresten, die man im Jahr 1887 entdeckt hatte, wurden in den Jahren 1888 bis 1895 auf die Seitenwände Szenen aus der Legende des Heiligen gemalt.
Einmal im Jahr findet das sogenannte Severinusfest statt. In einer abendlichen Prozession wird der Reliquienschrein des heiligen Severin durch die Kölner Südstadt getragen.

## Wiederaufbau und Baukörper

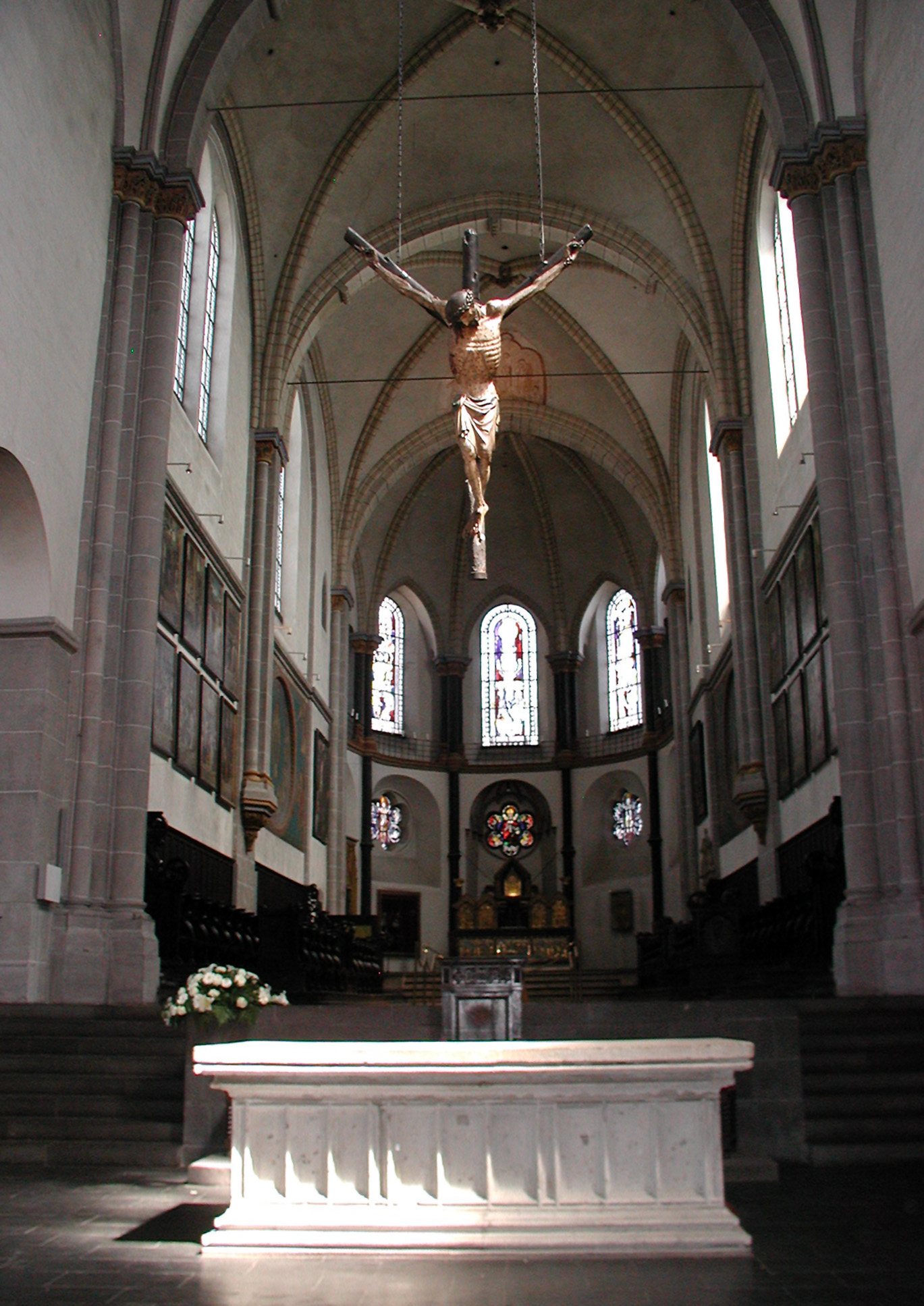
Chor und Kruzifix aus 14. Jh.

Die Kirche erlitt im Zweiten Weltkrieg zwischen 1942 und 1945 starke Kriegsschäden: Zerstört waren Gewölbe vor allem in der Vierung, im Mittelschiff und Turm. An den Seitenwänden waren die Obergadenfenster und fast alle Dächer zerstört. Der Turm war an der Ostseite schwer getroffen. Nach 1945 wurde die Kirche in Phasen wieder errichtet. Bis 1950 konnte das Innere wiederhergestellt, bis 1955 der Turm gesichert, die Dächer erneuert und bis 1961 schließlich der Turmhelm fertiggestellt werden. Grundlage für den Wiederaufbau war die vom 9. bis zum 15. Jahrhundert während verschiedener Bauphasen erbaute Kirche. Der hoch aufragende zweigeschossige Westturm mit Knickhelm ist der im spätgotischen Stil vollendete Nachfolger eines romanischen Turms. Zwischen dem zweigeschossigen Langhaus mit Netzgewölbe und dem Chor liegt das Querhaus. Der spätromanische Chor ist zweigeschossig und wird außen von einer Zwerggalerie abgeschlossen. Flankiert ist er von zwei Türmen, die spätgotische Aufbauten tragen. Innen ist der Chor mit einem Muster aus schwarzem und gelbem Marmor ausgelegt. Reste des früheren Kreuzgangs befinden sich am Pfarrgebäude.

## Maße

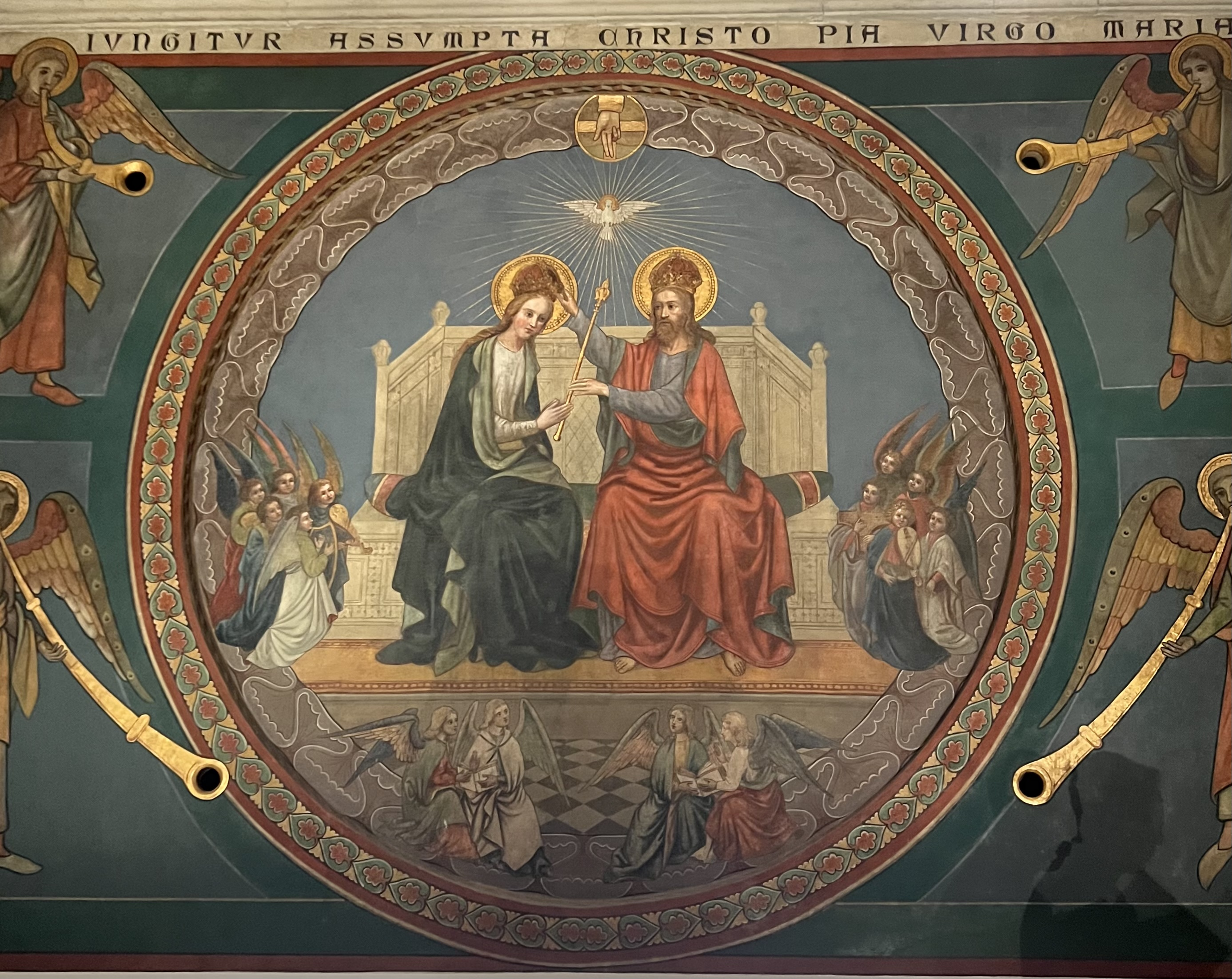
Krönung Mariens im Chor

St. Severin ist mit der Höhe des Westturms von 79,00 m die höchste der romanischen Kirchen Kölns. Die etwa 3 m tiefer am Rhein stehende Kirche Groß St. Martin und ihrem zentralen Turm mit 75,20 m folgt ihr. Allein der Schieferhelm des Turmes von St. Severin misst 33,50 m. Die Firsthöhe des Hauptschiffs beträgt 26 m, die Traufhöhe 17,70 m. Der Kirchenraum ist 62 m lang. Die dreischiffige Hallenkrypta misst 23,00 mal 9,50 m.

## Ausstattung

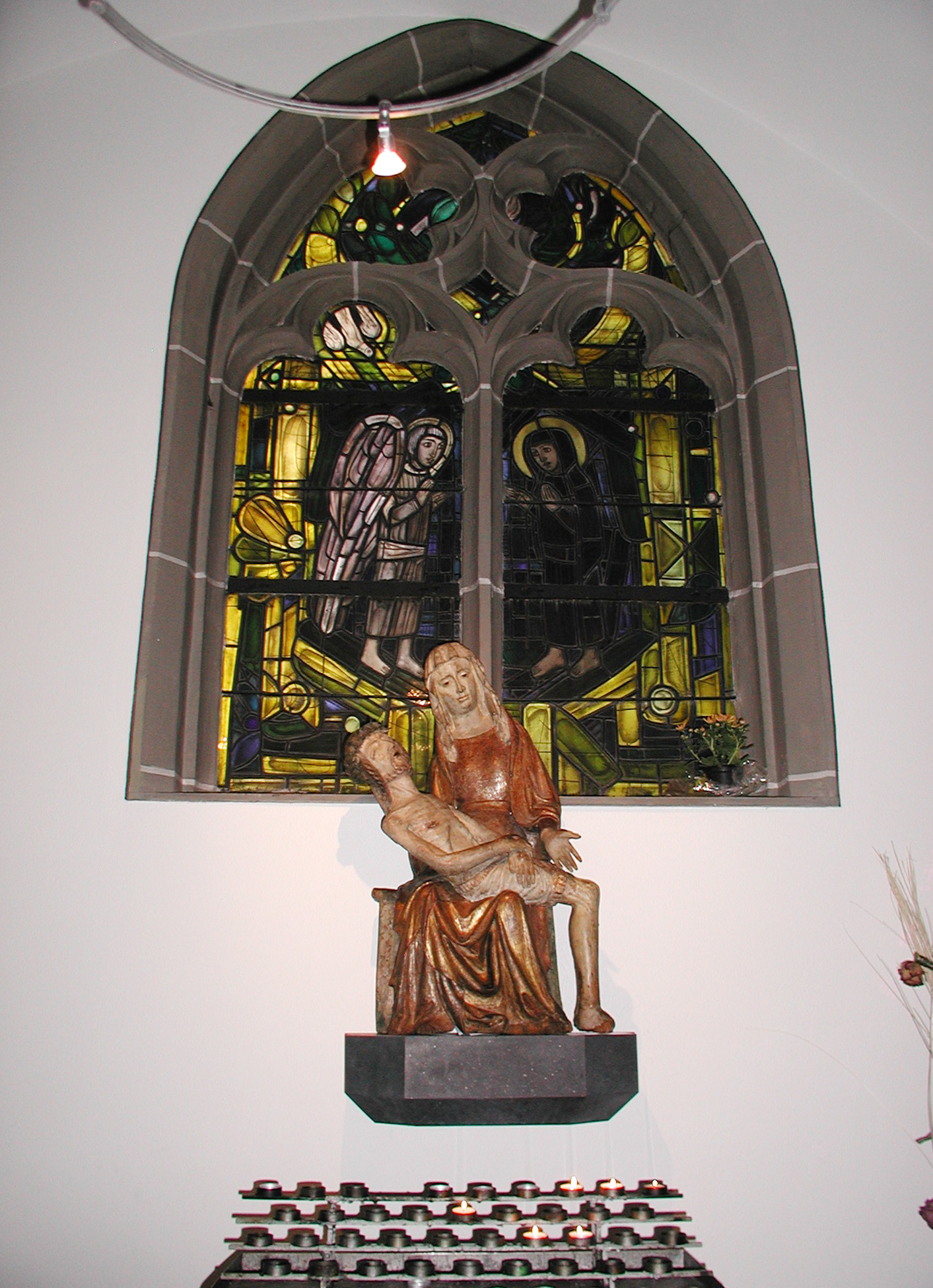
Pietà, um 1410, vor Farbfenster von H. Lang

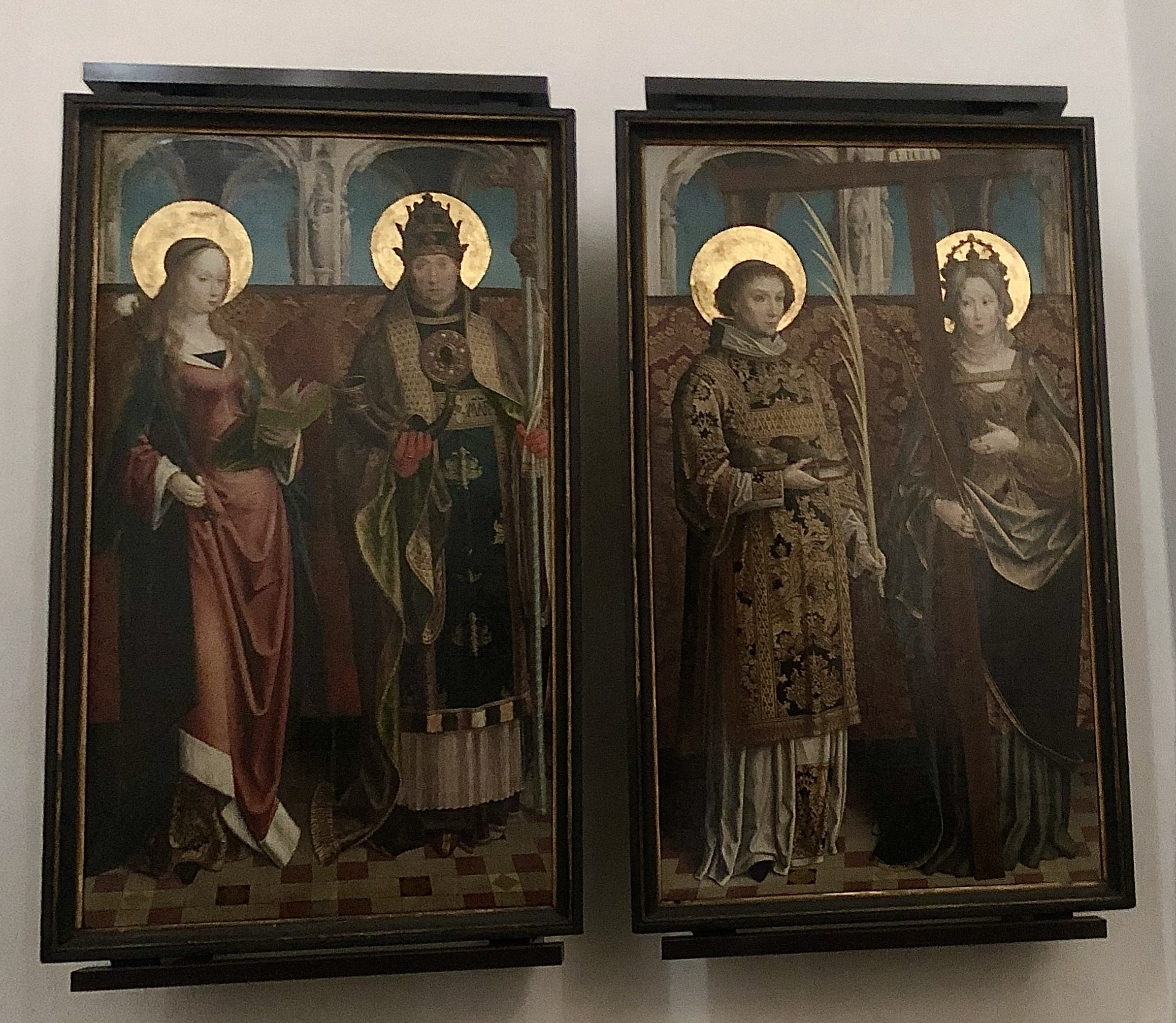
Altarflügel des Meisters von St. Severin

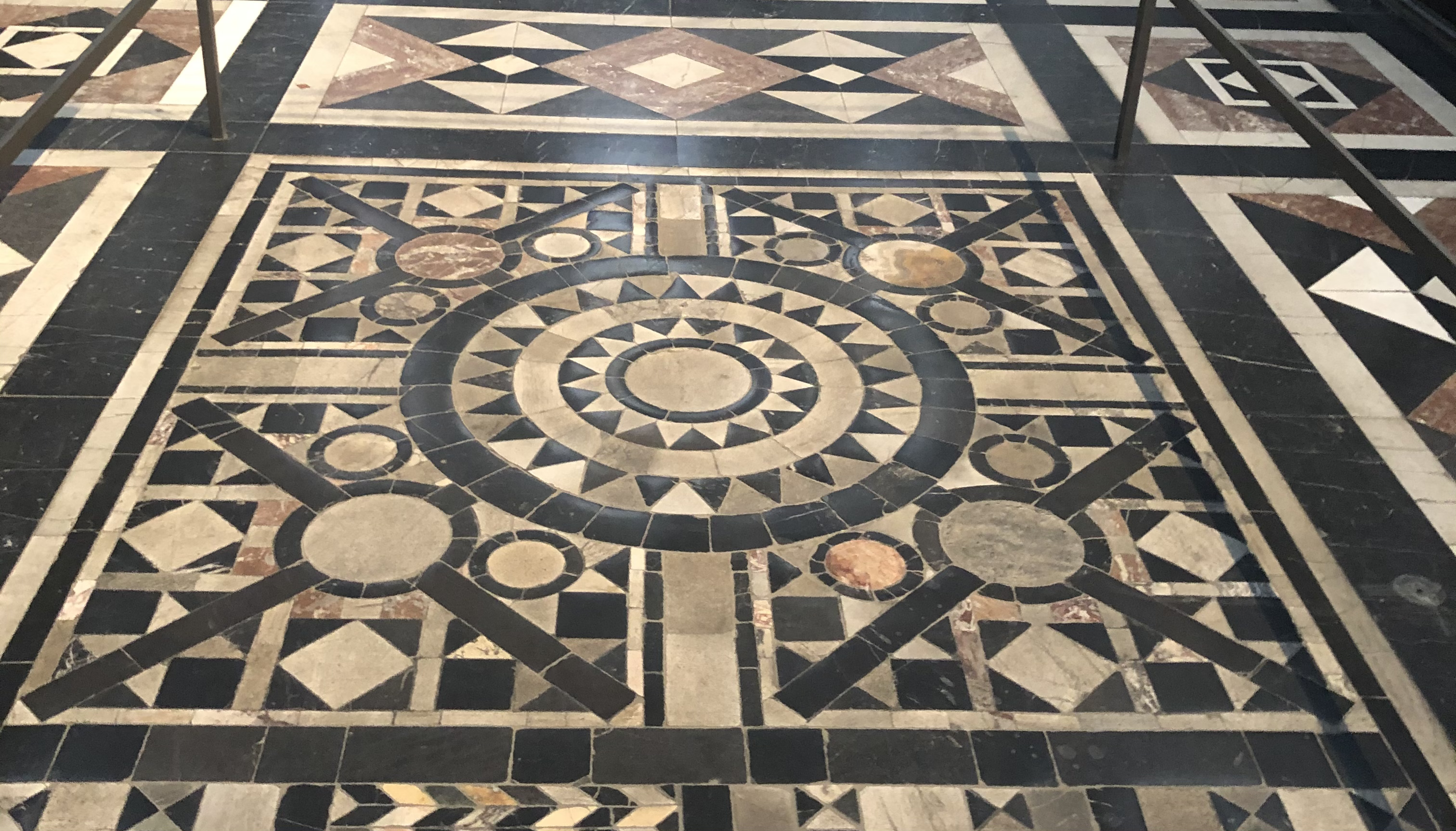
Plattenmosaik aus Mitte 12. Jahrhundert

Die Innenausstattung der Basilika ist trotz herber Verluste in der Vergangenheit und während des Krieges noch reich. Neben dem Severinsschrein aus dem frühen 19. Jahrhundert (das Original aus dem 11. Jahrhundert wurde 1798 zur Begleichung der Kriegslasten zu Gunsten der napoleonischen Besatzung eingeschmolzen) beherbergt sie ein Chorgestühl aus dem späten 13. Jahrhundert, einen Wandtabernakel des frühen 17. Jahrhunderts und zwei in das 14. Jahrhundert datierte Reliquienschränke. Der ältere enthält die Reliquienbüsten der hll. Emerantia und Agnes, der etwas jüngere unter anderem den Bischofsstab des hl. Severin. Die Mensa des Hochaltars stammt noch von 1237. Die Severinslegende, gemalt vom Meister von St. Severin, findet sich in der Kirche ebenso wie zwei ihm zugeschriebene Altarflügel mit Heiligendarstellungen der Agathe, Cornelius, Stephanus und Helena. Das Plattenmosaik auf dem Boden zwischen dem Chorgestühl aus schwarz-weißen Marmor stammt noch aus dem 12. Jahrhundert und zeigt wohl eine abstrahierte Weltdarstellung. Nahe dem Westturm ist im südlichen Seitenschiff außerdem ein romanisches Glasfenster erhalten. Das Pestkreuz im südlichen Querschiff stammt aus dem 14. Jahrhundert. Vor dem Hochchor ist eine Gewölbemalerei des 13. Jahrhunderts auf der die Kreuzigung Christi und der Stifter Theodoricus, ein Kanoniker, zu finden ist. Die monumentalen Wandgemälde im Chor stammen aus dem 14. Jahrhundert und wurden im 19. Jahrhundert im neugotischen Stil überarbeitet. Sie zeigen an der Nordseite die Krönung Mariens und an der Südseite die Himmelfahrt Mariens. Im Nebenchor der Nordseite wurden 1995 Reste von Wandmalereien mit Kölner Bischofsheiligen freigelegt. Auf dem Altar der Ostapsis steht ein Triptychon aus dem frühen 16. Jahrhundert. Der Mittelteil zeigt die Kreuzigung mit sechs Heiligenfiguren und den Stiftsherrn Johann Broichen (1471–1511). Die Seitenflügel sind erst im 19. Jahrhundert ergänzt worden und gehörten ursprünglich zu einem Antwerpener Schnitzaltar aus St. Martin in Euskirchen. Sie zeigen links das Martyrium Petri und rechts die Johannesvision der Apokalypse. Das großformatige Triptychon an der Ostseite des südlichen Querhauses von 1550–1555 ist von Bartholomäus Bryn dem Älteren. Der Mittelteil zeigt das letzte Abendmahl, flankiert von alttestamentarischen Szenen (Mannalese und Abraham mit Melchisedech). Auf den Außenseiten sind links die Heiligen Gudula, Nikasius und Helena und rechts Konstatin, Katharina und Georg zu sehen. Und schließlich befindet sich in der Marienkapelle eine Pietà des 15. Jahrhunderts, aus dem Bamberger Raum, die 1963 im Kunsthandel erworben wurde. Oberhalb von ihr ein Farbfenster von Helmut Lang. Am nordwestlichen Vierungspfeiler ist eine steinsichtige Madonna (Höhe 1,27 m) aus dem späten 13. Jahrhundert. In der Nähe befindet sich ein Ambo aus vergoldetem Kupferguss in Form eines Adlers von etwa 1400. Über dem spätgotischen Vierungsaltar, der ursprünglich aus dem Benediktinerkloster Zu den Maccabäern stammt und erst nach 1945 hierher kam, hängt ein großes Gabelkruzifix mit Astkreuz (Crucifixus dolorosum) aus der 2. Hälfte des 14. Jahrhunderts. Seit Februar 2014 befindet sich in St. Severin das Diptychon Karfreitag in der Severinstraße (Acryl auf Leinwand, 170 × 110 cm, 1990), ein Schlüsselwerk des Kölner Künstlers Jürgen Hans Grümmer. Das ursprünglich zur Kirchenausstattung gehörende Tafelbild der hl. Veronika mit dem Schweißtuch Christi, des nach ihm benannten Meisters der heiligen Veronika, gelangte über die Sammlung Boisserée in die Alte Pinakothek. Vom selben Künstler befindet sich ein Wandbild mit einer Kreuzigungsszene in der Sakristei. Im Kirchenraum befinden sich zahlreiche Epitaphe: Georg Tisch (1568), Ludger Heresbach (1605), Konrad Wippermann (1605) und das des Philipp Jakob Gaill von 1628.
Ein Löwen-Türzieher aus dem zweiten Viertel des 13. Jahrhunderts befindet sich heute als Leihgabe im Erzbischöflichen Diözesanmuseum Köln (Inv. Nr. H 1011).

## Musik in St. Severin
In St. Severin gibt es eine Vielzahl an musikalischen Gruppen und Chören. Das musikalische Angebot reicht beispielsweise vom „Känguruchor“ für Kleinkinder und dem „Kinderchor St. Severin“ zum „Chor der Basilika St. Severin“ und dem „Kammerchor St. Severin“. Die Chöre an der Basilika St. Severin beteiligen sich an der Gestaltung von Gottesdiensten und Messen, richten aber auch Konzerte mit anspruchsvollem Chorgesang aus.

## Orgel

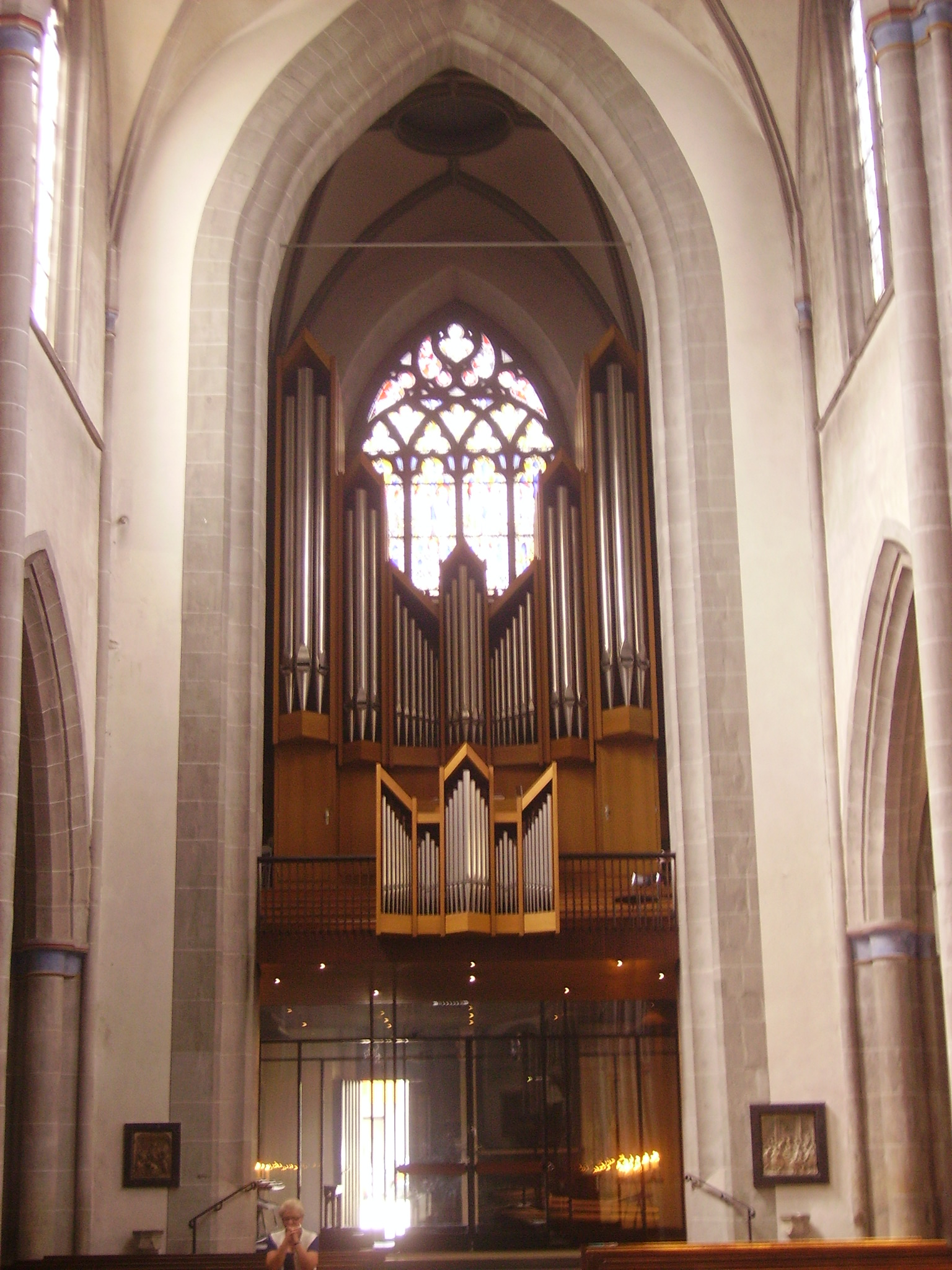
Blick auf die Orgel

Die Orgel in der Turmkammer wurde 1987–1992 von der Orgelbaufirma Willi Peter (Köln) erbaut. Das Schleifladen-Instrument hat heute 44 Register auf drei Manualen und Pedal. Die Trakturen sind elektrisch. Die Orgel wurde 2012 durch die Orgelbauer Mühleisen überarbeitet, wobei die Disposition geringfügig verändert wurde und die Orgel mit neuen Koppeln ausgestattet wurde. Eine Besonderheit ist die neue Konzertflöte 8′, die an sämtliche Werke frei ankoppelbar ist.
| I Rückpositiv C-g3 |                   |        |     |
| 01.                | Gedecktflöte      | 08′    |     |
| 02.                | Quintade          | 08′    |     |
| 03.                | Praestant         | 04′    |     |
| 04.                | Rohrpommer        | 04′    |     |
| 05.                | Octave            | 02′    |     |
| 06.                | Gemsquinte        | 01 ⁄3′ |     |
| 07.                | Sesquialtera II 0 | 02 ⁄3′ |     |
| 08.                | Scharf IV         | 01′    |     |
| 09.                | Holzdulcian       | 16′    |     |
| 10.                | Krummhorn         | 08′    | (n) |
|                    | Tremulant         |        |     |

| II Hauptwerk C-g3 |             |        |
| 11.               | Bordun      | 16′    |
| 12.               | Principal   | 08′    |
| 13.               | Rohrflöte   | 08′    |
| 14.               | Octave      | 04′    |
| 15.               | Blockflöte  | 04′    |
| 16.               | Quinte      | 02 ⁄3′ |
| 17.               | Superoctave | 02′    |
| 18.               | Cornett V   | 08′    |
| 19.               | Mixtur V    | 02′    |
| 20.               | Trompete    | 08′    |
|                   | Tremulant   |        |

| III Schwellwerk C-g3 |                   |         |     |
| 21.                  | Principal         | 08′     |     |
| 22.                  | Gambe             | 08′     |     |
| 23.                  | Bourdun           | 08′     | (n) |
| 24.                  | Vox coelestis     | 08′     |     |
| 25.                  | Principal         | 04′     |     |
| 26.                  | Traversflöte      | 04′     |     |
| 27.                  | Nasard            | 02 ⁄3′  |     |
| 28.                  | Schweizerpfeife 0 | 02′     |     |
| 29.                  | Terz              | 01 3⁄5′ |     |
| 30.                  | Mixtur V          | 02′     |     |
| 31.                  | Basson            | 16′     |     |
| 32.                  | Oboe              | 08′     |     |
| 33.                  | Clairon           | 04′     |     |
|                      | Tremulant         |         |     |

| Pedalwerk C-f1 |                |        |     |
| 34.            | Untersatz      | 32′    | (n) |
| 35.            | Principal      | 16′    |     |
| 36.            | Subbass        | 16′    |     |
| 37.            | Octavbass      | 08′    |     |
| 38.            | Gedecktbass    | 08′    |     |
| 39.            | Choralbass     | 04′    |     |
| 40.            | Nachthorn      | 02′    |     |
| 41.            | Mixtur III     | 02 ⁄3′ |     |
| 42.            | Posaune        | 16′    |     |
| 43.            | Basstrompete 0 | 08′    |     |

| Alle Werke C-g3 |                |       |     |
| 44.             | Konzertflöte 0 | 08′ 0 | (n) |

- Koppeln
  - Normal-Koppeln: I/II, III/I, III/II, I/P, II/P, III/P
  - Suboktav-Koppeln (n): III/I, III/II, III/III
  - Superoktav-Koppel (n): III/P
- Anmerkung

(n) = neues Register bzw. neue Koppeln (2012)

## Glocken

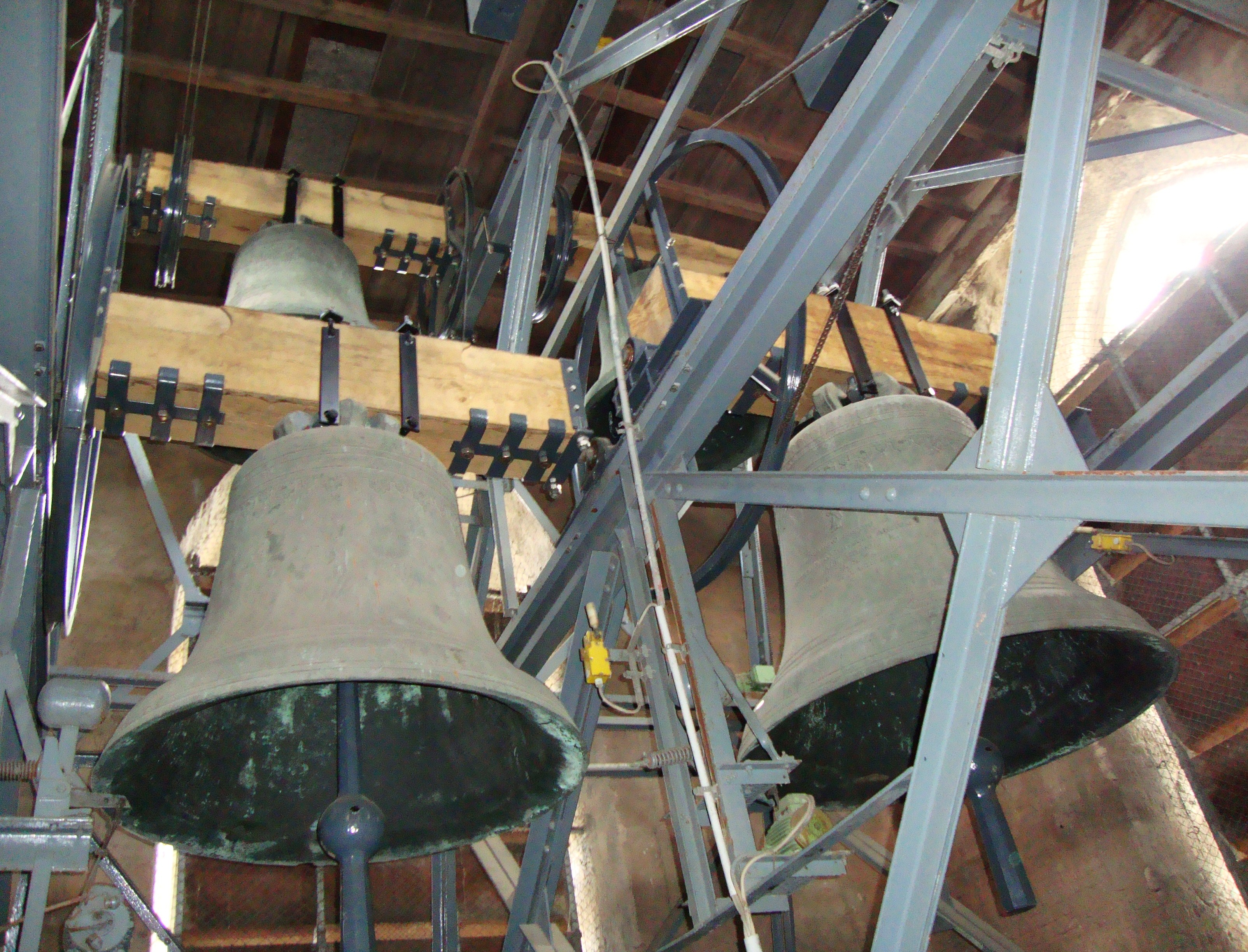
Glockenstube

Bis zur Neuanschaffung im 18. Jahrhundert bestand das Geläut aus fünf Glocken des 14. bis 18. Jahrhunderts.
1771 goss der wallonische Glockengießer Martin Legros aus Malmedy vier Glocken in der Disposition ut–re–mi–fa, von denen alle bis auf die kleinste Glocke beide Weltkriege überdauert haben; an ihre Stelle trat 1959 eine neue, gleich große und mit demselben Patronat versehene Glocke, gegossen von Karl Otto von der Glockengießerei Otto in Bremen-Hemelingen.
| Nr. | Name                    | Gussjahr | Gießer, Gussort                    | Durchmesser (mm) | Masse (kg, ca.) | Schlagton (a′=435 Hz) |
| --- | ----------------------- | -------- | ---------------------------------- | ---------------- | --------------- | --------------------- |
| 1   | Severinus               | 1771     | Martin Legros, Köln                | 1.462            | 1.928           | des1 ±0               |
| 2   | Maria                   | 1771     | Martin Legros, Köln                | 1.301            | 1.400           | es1 +1/16             |
| 3   | Donatus                 | 1771     | Martin Legros, Köln                | 1.155            | 930             | f1 –2/16              |
| 4   | Cornelius und Cyprianus | 1959     | Karl (III) Otto, Bremen-Hemelingen | 1.088            | 800             | ges1 ±0               |

Die Turmuhr schlägt zur halben Stunde auf Glocke 3, zur vollen auf Glocke 2. Zum Angelus erfolgen zunächst 3×3 Schläge auf Glocke 1 und Glocke 4 läutet für drei Minuten nach.

## Pröpste der Stiftskirche
Nachfolgend eine Auflistung der Pröpste bis zur Aufhebung des Stifts.
| Name                   | von     | bis  |
| ---------------------- | ------- | ---- |
| Thiedo                 | n. 966  | 973  |
| Sigizo                 | 1003    | 1015 |
| Acichius               | 1019    |      |
| Sigebold               | um 1036 |      |
| Engelbert              |         | 1041 |
| Erenfrid               | 1041    | 1047 |
| Ekezzo                 | 1061    |      |
| Everard                | 1070    | 1074 |
| Arnold                 | 1074    | 1094 |
| Ingeram                | 1100    | 1103 |
| Bernhard               | 1107    |      |
| Wezelo                 | 1109    | 1110 |
| Eggebert               | 1115    | 1117 |
| Gottfried von Xanten   | 1122    | 1132 |
| Theobald               | 1135    | 1149 |
| Reginbold              | 1149    |      |
| Hermann                | 1152    | 1158 |
| Philipp                | 1160    | 1165 |
| Konrad von Blankenheim | 1165    | 1196 |
| Hermann                | 1197    | 1205 |

| Name                     | von  | bis  |
| ------------------------ | ---- | ---- |
| Engelbert von Berg       | 1210 | 1216 |
| Heinrich von Bilstein    | 1217 | 1261 |
| Heinrich von Neuerburg   | 1264 | 1276 |
| Konrad                   | 1278 | 1279 |
| Arnold von Solms         | 1279 | 1282 |
| Gottfried de Fontibus    | 1287 | 1306 |
| Adolf von der Mark       | 1308 | 1309 |
| Johann von Houwischilt   | 1309 | 1310 |
| Heinrich Heidenreich     | 1314 | 1331 |
| Gottschalk von Kierberg  | 1331 | 1349 |
| Gerhard von Amerongen    | 1349 | 1378 |
| Bernhard von Berne       | 1378 | 1381 |
| Huprecht Molghin         | 1381 | 1390 |
| Elger von Deutz          | 1390 | 1398 |
| Heinrich Sticher         | 1398 | 1420 |
| Heinrich Bruno von Erpel | 1422 | 1454 |
| Wilhelm Hugo de Stagno   | 1454 | 1455 |
| Prosper Colonna          | 1456 | 1463 |
| Heinrich Grimont         |      | 1470 |
| Johann Reusch            | 1470 | 1488 |

| Name                              | von  | bis  |
| --------------------------------- | ---- | ---- |
| Johann Menchen                    | 1488 | 1504 |
| Johann Ingenwinkel                | 1504 | 1535 |
| Reinhard von Leiningen-Westerburg | 1535 | 1540 |
| Nikolaus Winkel                   | 1540 | 1546 |
| Jodokus Hoetfilter                | 1546 | 1551 |
| Christoph von Stolberg            |      | 1555 |
| Konrad von der Reck               | 1554 | 1556 |
| Heinrich von der Reck             | 1561 | 1563 |
| Jan Fonck                         | 1563 | 1585 |
| Karl Gaudenz von Madruzzo         | 1586 | 1594 |
| Jakob Chimarrhaeus                | 1594 | 1614 |
| Hartger Henot                     | 1614 | 1637 |
| Wilhelm von Bayern                | 1637 | 1657 |
| Ernst Michael von Billehé         | 1657 | 1674 |
| Jakob Emmerix                     | 1674 | 1676 |
| Egbert von Westrenen              | 1676 | 1687 |
| Peter Josef von Quentel           | 1687 | 1747 |
| Johann Thomas von Quentel         | 1747 | 1776 |
| Maximilian Johann von Fabri       | 1777 | 1802 |